# Poste forestier de Sainte-Perine
Le Poste forestier de Sainte-Perine est un ancien hameau et un ancien prieuré situé sur le territoire de la commune de Saint-Jean-aux-Bois, en France.

## Généralités
Le poste forestier est situé  près de l'étang de Sainte-Périne, au bord de la D85, sur le territoire de la commune de Saint-Jean-aux-Bois, dans le département de l'Oise, en région Hauts-de-France, en France.

## Histoire
Sainte-Périne était autrefois un hameau médiéval, avec une chapelle construite en 1152 par la reine Adélaïde, épouse de Louis VI le Gros. Au XIIIe siècle, une partie du site est occupée par un prieuré. Au fil du temps, plusieurs congrégations se succèderont (bénédictines, augustines). Les moniales quittent définitivement le site au XVIIe siècle.En 1826, le site est devenu un poste forestier, utilisé pour la gestion et la surveillance de la forêt de Compiègne. Ce poste forestier est classé au titre des monuments historiques par arrêté du 7 juin 1905. Aujourd'hui, une partie du site appartient à l'Office National des Forêts (ONF) et comprend un logement de garde ainsi qu'une salle de réunion.

## Description
Le poste forestier possède toujours son église dont seul le chœur gothique, à chevet plat, éclairé par un triplet de fenêtres, subsiste aujourd’hui. A l'extérieur, une moulure à pointes de diamant orne le mur sud, ainsi qu’une corniche à modillons.

## Galerie

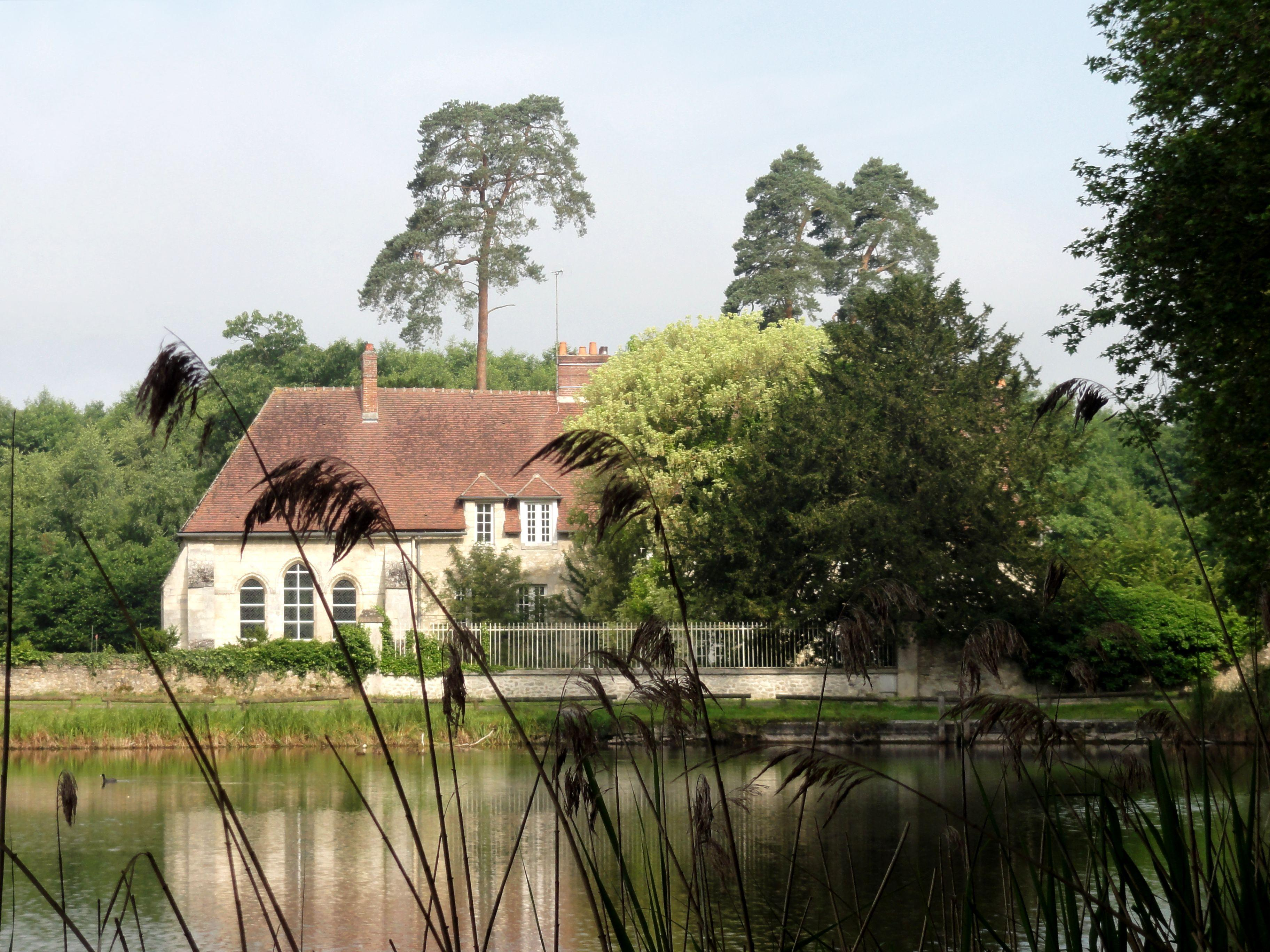
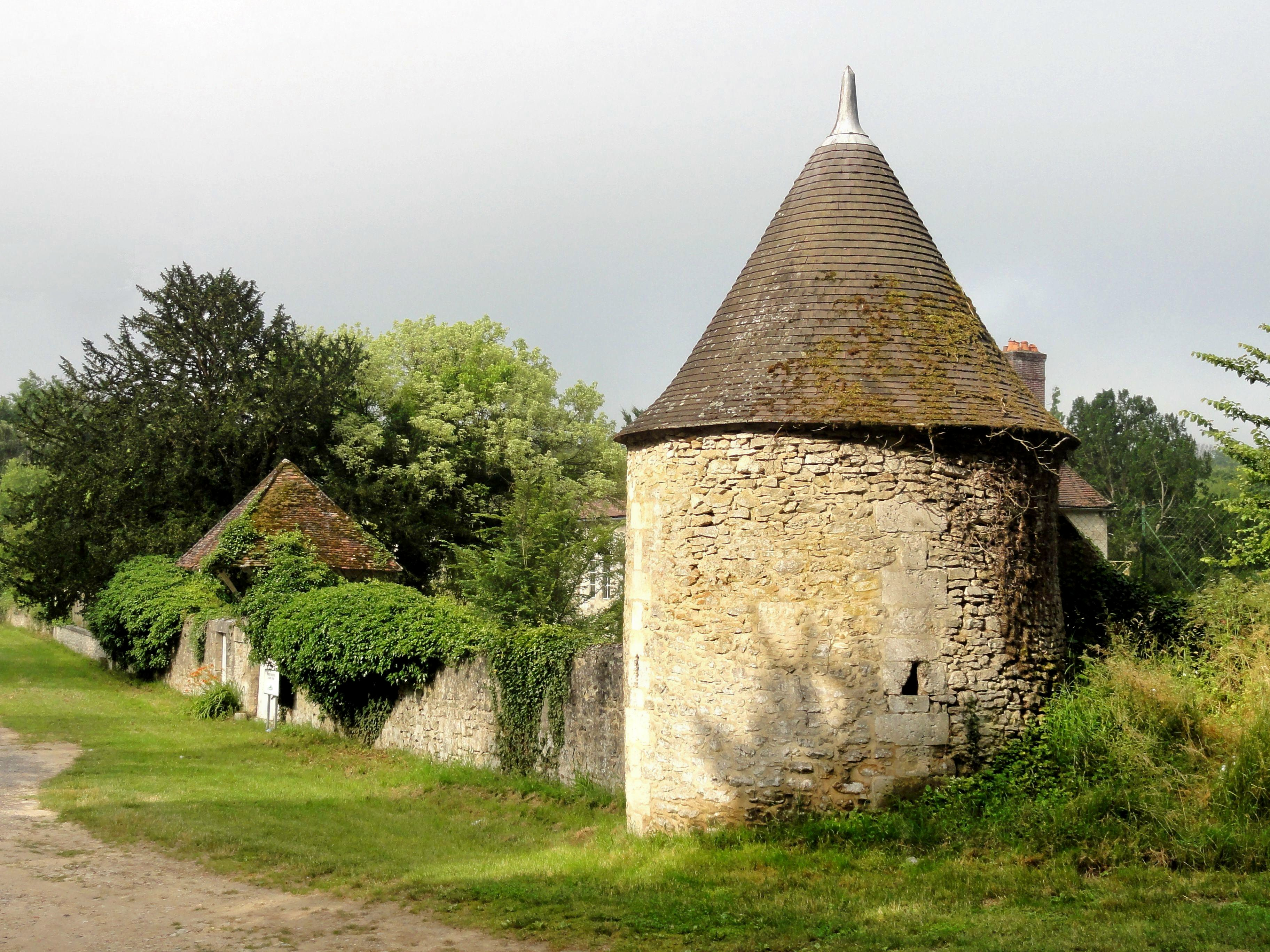
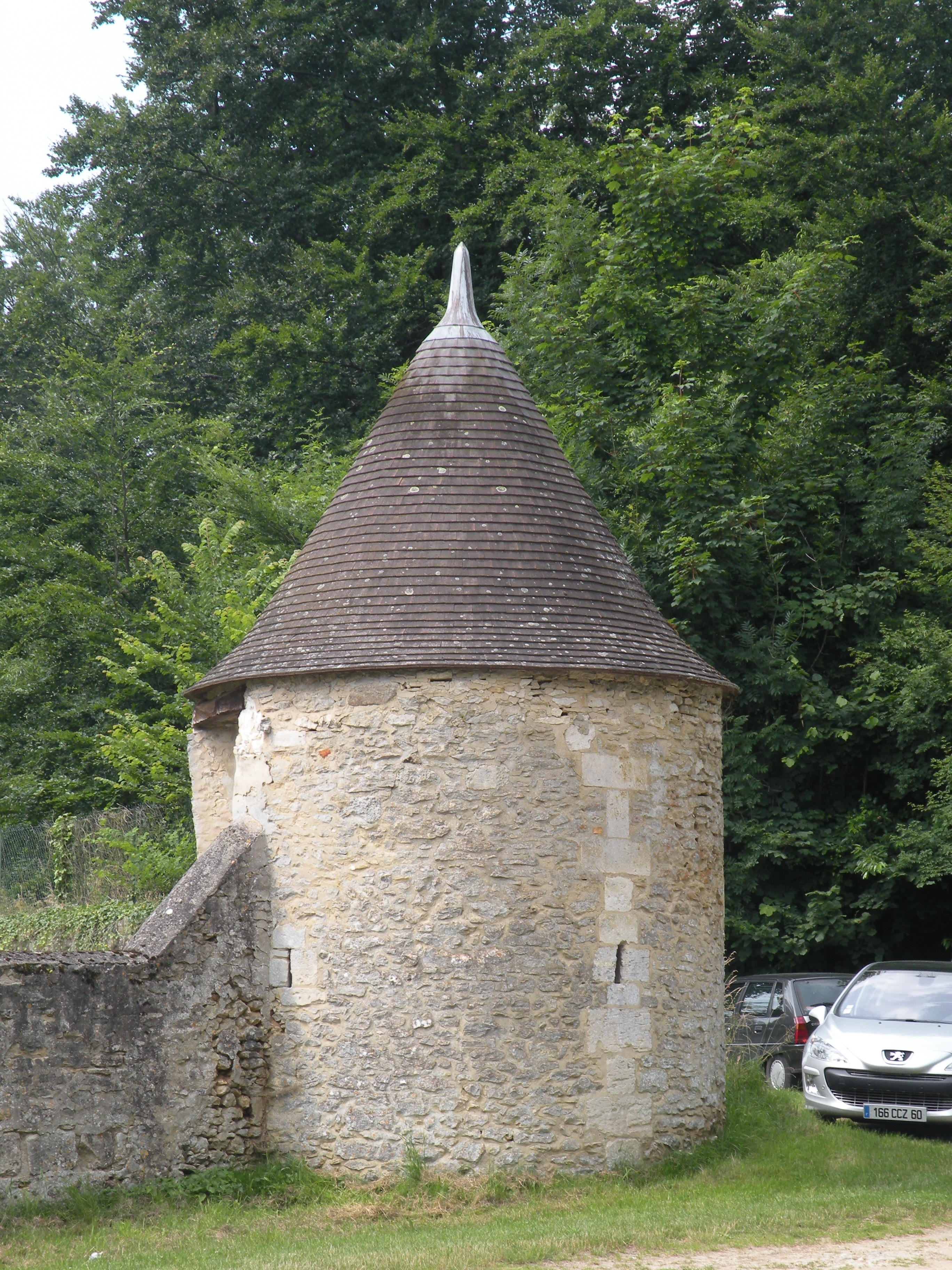